# シオン修道会
シオン修道会（シオンしゅうどうかい、フランス語：Le Prieuré de Sion、英語：Priory of Sion）は、1956年にピエール・プランタールによってフランスで設立され、解散した友愛団体である。1960年代以降のフィクション、ノンフィクションで秘密結社として扱われたが、実態は自称騎士修道会であった。プランタールは、11世紀の中世に遡る歴史を持つと称したが、その根拠はフランス語で『秘密文書（ドシエスクレ）』という名を持つ冊子の記述にあった。しかしこの文書は、最後の総長を自称していたプランタールが、自ら捏造したものであると1993年に告白し、以降沈黙し、2000年には死亡したため、シオン修道会が主張していた伝統や秘密は偽りであったと現在では考えられている。
それにもかかわらず、英国のテレビ作家ヘンリー・リンカーンらがテレビ番組や書籍で取り上げて有名になった。また2003年には米国の作家ダン・ブラウンが、ベストセラーとなった小説『ダ・ヴィンチ・コード』で、この結社を物語の中心に据えたため、一躍、世間の脚光を浴びることとなった。

## 歴史

### 設立
フランス政府の官報によれば、シオン修道会は実際に存在した組織であり、1956年6月25日に発足の届けが出ている。会長はアンドレ・ボノム、事務局長はピエール・プランタールであった。届けられた定款によれば「カトリック制度と戒律での独立伝統主義騎士団（ Chevalerie d'Institutions et Règles Catholiques, d'Union Indépendante et Traditionaliste ）」と自らを位置づけており、このフランス語名の頭文字を採った『CIRCUIT』と題する会報を発行していた。活動の痕跡は同年10月まで。1962年にプランタールにより名目上再建されるが、組織としての実体がないまま1993年まで継続した。

### 秘密文書の捏造
1964年から1967年にかけて、パリのフランス国立図書館に『アンリ・ロビノーの秘密文書』と題する偽造文書が、匿名者からの寄贈として合計6ヴァージョンが登録、保存された。羊皮紙ではなく、現代において作成された文書であった（現在はマイクロフィルムの形で、誰でも閲覧できる）。これにはシオン修道会にまつわる断片的で謎めいた資料が綴じられており、プランタールとその協力者であるフィリップ・ド・シェリセイが捏造したものであった。
1964年に保存された最初の文書には、メロヴィング朝フランク王国の王族の家系が、現在まで継続している趣旨の内容が記されており、ダゴベルト2世の隠された血筋の末裔としてプランタール一族の名が記されていた。最初の文書には、アンリ・ロビノーという架空の人物の署名がなされていたが、第二と第三の文書はそれぞれ別の名の署名があり、レンヌ＝ル＝シャトーの謎について触れていたが、それはロベール・シャルーの書籍から引き写したものであった。
第四の文書は最初の文書の内容を補う記述であった。第五の文書は、人を惑わせる『赤い蛇（Serpent Rouge ）』という名で、奇妙な詩が記されており、1967年に登録された。この文書の作者とされる三人の人物は実在したが、文書が登録された直前にすべて死亡していた。三人は秘密の記録を残したあと、全員が暗殺されたか、自殺したとのシナリオをプランタールたちは捏造しようとしたと考えられる（これとよく似た設定が、ブラウンの『ダ・ヴィンチ・コード』に出てくる）。最後の第六の文書の表題が『アンリ・ロビノーの秘密文書』で、これには、ロビノーについての情報が記されていた。
これらの一連の文書を通じて、プランタールは、自らがフランク王ダゴベルト2世の末裔であると主張した。また一部の文書は、レンヌ＝ル＝シャトーの教会修復のさいにベランジェ・ソニエール神父（Bérenger Saunière)が発見したものであるかのように装った。更に、11世紀に設立されたシオン騎士団（Ordre de Sion）が20世紀のシオン修道会へと続いていることや、メロヴィング朝の血脈が現在まで続いていることなどが示唆されていた。また、シオン修道会の歴代総長の一覧表などもあり、そこには歴史的に著名な人物の名が連ねられていた。

### 捏造の発覚
フランスの投資家ロジェ＝パトリス・ペラ（Roger-Patrice Pelat）がインサイダー取引の疑いで訴えられた事件において、彼がシオン修道会の総長であったという情報を、1993年9月、プランタールは担当裁判官にもたらした(ペラは1989年に死去)。この疑惑事件は、当時のフランス首相も関係していた大事件であり、またペラはミッテラン大統領の友人でもあったため、担当していた裁判官はプランタールの自宅を家宅捜索させた。そこにシオン修道会関連の文書が多数あり、そこではプランタール自身が「フランスの真の王」たるべきと主張していた。
裁判官が2日間にわたりプランタールを尋問した結果、プランタールは秘密文書の捏造を認めた。フランスの司法当局を弄んだことに対し、厳重な警告を受けたプランタールは、以降沈黙し、2000年にパリで息を引き取った。

## マスメディアからの注目

### ジェラール・ド・セード
フランスのミステリー作家ジェラール・ド・セード( Gérard de Sède )は一連の著作を出版した。テーマは「レンヌ＝ル＝シャトーの呪われた財宝」、「カタリ派の財宝」、「テンプル騎士団の秘密」等々であった。これらは1970年代にフランスのジャーナリズムで話題となった。

### ヘンリー・リンカーン
1969年、英国のテレビ作家ヘンリー・リンカーンはド・セードのミステリー小説『呪われた財宝』 を入手した。内容に興味を引かれたリンカーンはド・セードから資料提供を受け、レンヌ＝ル＝シャトーの謎を追った。その成果は1972年にBBCテレビの歴史番組として放映された。これが好評であったため、彼は更に調査を進め、プランタールのアドヴァイスなどを元に、先の『秘密文書』を「発見」する。リンカーンは1982年に英国で協力者とともに“The Holy Blood and the Holy Grail”（邦題『レンヌ＝ル＝シャトーの謎』）を出版した。

### ダ・ヴィンチ・コード
米国のミステリー作家ダン・ブラウンが2003年に出版した推理小説『ダ・ヴィンチ・コード』が題材に使ったことで、シオン修道会は再び有名になった。ブラウンは本の冒頭で「事実」として次のように記している。
シオン修道会は、1099年に設立されたヨーロッパの秘密結社であり、実在する組織である。1975年、パリの国立図書館が『秘密文書』として知られる資料を発見し、シオン修道会の会員多数の名が明らかになった。そこには、サー・アイザック・ニュートン、ボッティチェルリ、ヴィクトル・ユゴー、そしてレオナルド・ダ・ヴィンチらの名前が含まれている。